# Cnidoscolus graminifolius
Cnidoscolus graminifolius är en törelväxtart som beskrevs av Francisco Javier Fernández Casas. Cnidoscolus graminifolius ingår i släktet Cnidoscolus och familjen törelväxter. Inga underarter finns listade i Catalogue of Life.